# Lola Pagnani
Anna Lola Pagnani Stravos (Olaszország, Róma, 1972. április 3. –) olasz modell, táncosnő, színésznő és énekesnő.

## Élete
Lola Pagnani Enzo Pagnani író, forgatókönyvíró lánya. 17 évesen végzett Párizsban modern tánc szakon, s a Momix első táncosnője volt a világ körüli turnéjukon. Velük vett részt a Cirque du Soleil koreográfiáiban Montréalban. Lola egyike volt azon táncosoknak, akik a Müncheni operaházban tűntek fel Lina Wertmuller rendező és az ismert karmester, Franco Sinopoli darabjaiban. Később New Yorkban végzett modern tánc szakon az Alvin Ailey American Dance Theaterben. Ezt követően előadásmódot tanult a H. B. Studiosban, továbbra is New Yorkban. Ezután visszatért Olaszországba, ahol édesanyja, Gilda Pizzolante Stavros színházi szabó él. Olaszországba való visszatérését követően a mozi és a színház neves olasz és nemzetközi alakjaival dolgozott együtt, köztük Ettore Scola, Giulio Base és Lina Wertmuller. Spike Lee és John Turturro őt választották ki alacsony költségű amerikai produkciókban való részvételre, illetve Abel Ferrara mellett Olaszországban. Hazájában a Lavazza jelképe volt Tullio Solengi és Riccardo Garrone társaságában, és két éven át dolgozott Maurizio Constanzo showjában és a Buona Domenicában. Felkérték Enrico Montesano, Marco Columbro, Barbara De Rossi, Blas Ronco Rey, Enrico Brignano, Nino Manfredi, illetve Vittorio Gassman és Shelley Winters melletti közreműködésre. Az utóbbi oltalma alatt Los Angelesben dolgozott az Actor’s Studiosban. Tanulmányait Los Angelesben folytatta Teddy Sherman mellett.
Dolgozott az olasz RAI nemzetközi televíziónak is New Yorkban, ahol a PoP Italia című műsort mutatta be. Szintén dolgozott Gianni Battistoni Associazione Via Condotti – Roma magazinjának, amelyben Los Angelesből írt cikkeket amerikai barátságairól, köztük Muhammad Ali, Shelley Winters és Steven Seagal. Folyékonyan beszél franciául, spanyolul és angolul.

## Filmográfia

### Mozi
- Trafitti da un raggio di sole (1995) – „Fabiola”
- Polvere di Napoli (1996) – „Rosita”
- Ninfa plebea (1996) – „Lucia”
- Ferdinando e Carolina (1999) – „Sara Goudar”
- La bomba (1999) – „Daisy”
- Il pranzo della domenica (2002)
- Gente di Roma (2003)
- Women Seeking Justice  (2007)

### Televízió
- Pazza famiglia (1995)
- Commissario Raimondi (1998) – „Esmeralda”
- Anni 50 (1998)
- La squadra (2000)
- Un posto al sole (2001) – „Roberta Cantone”
- Francesca e Nunziata (2001)
- Un ciclone in famiglia 2 (2005)
- Carabinieri 5 (2005)
- Capri (2006) - „Maria Rosaria”
- Donne sbagliate (2006)

## Színház
- Carmen (1987)
- Vergine Regina (1996)
- Anatra all’arancia (1997)